# Els Enfarinats
Az Els Enfarinats (a valenciai nyelvű kifejezés jelentése: a belisztezettek, spanyolul: (Fiesta de) Los Enharinados) a spanyolországi Ibi város évente megrendezett fesztiválja. Lényege, hogy a résztvevők azt játsszák el, hogy a városlakók egy csoportja liszt és tojás felhasználásával „puccsot” hajt végre, és egy napra átveszi az irányítást a város felett.
Maga a csata mindig aprószentek napján, december 28-án történik, de már egy nappal előtte felvonulnak egy nyitott kamionon a másnapi harcosok, ekkor még takarókba bújva (ezért is nevezik őket los amantadosnak vagy els amantatsnak, azaz „betakarózottaknak”), és a helyi politikusokból és más fontos személyekből gúnyt űző szatirikus verseket szavalnak. Amikor másnap eljön az idő, a főhadiszállásukat a templomnál berendező „lázadók” katonai vagy más bizarr ruhákban, arcukat kifestve támadnak rá a (valódi) polgármesterre és az őt védő, ellenzéknek (La Oposición vagy L’Oposició) nevezett csoportra, akik megkülönböztető jelül papírcsillagokkal díszített fekete kalapot viselnek. A belváros kis területén zajló harc során több ezer tojást, több száz kiló lisztet és rengeteg kisebb tűzijátékrakétát használnak fel: 2018-ban például amellett, hogy maguk a résztvevők is hoztak saját „fegyvereket”, az önkormányzat is biztosított számukra 1600 kg lisztet, 3000 tojást, valamint 4800 rakétát és petárdát. Végül mindig a támadók győzedelmeskednek, és átveszik a hatalmat a városban. Új, általában vicces és/vagy ostoba törvényeket hoznak, amelyeket Justicia nuevának, azaz „új igazságnak” neveznek (például olyat, hogy aznap nem lehet sem a napon, sem az árnyékban, vagy sem az úton, sem a járdán járni), és az ezeket megszegő járókelőket szintén megdobálják liszttel és tojással, az utcai árusokat és egyéb üzleteket, gyógyszertárakat pedig megbírságolják. A befizetett bírságokat később jótékony célokra fordítják, például a helyi idősotthonnak adják. A nap végén a rend visszaáll, és újra a törvényesen megválasztott vezetés kezébe kerül a város. Este táncos mulatság kezdődik, ahol eljárják a baile del Virreyt és a la dançàt, és amelyeken elegáns ruhába öltözött férfiak és nők ugyanúgy részt vesznek, mint álarcos, kifestett alakok.
Régen meg volt szabva, hogy a „támadók” csoportjába pontosan 14, méghozzá házasságban élő férfi tartozhat. Mára a számot nem veszik szigorúan, lehetnek többen is, de a házasság továbbra is kitétel, és a csoport viszonylag zárt, nehéz bekerülni. Az ellenzéki csoport valamivel nyitottabb, de annak létszáma is határok között mozog.
A rendezvény valószínűleg az ókori római szaturnáliákból ered, amelyek során szintén előfordult, hogy az ünnep idejére a rabszolgák vehették át az uralmat valódi uraik felett. A középkorban nincs tudomásunk arról, hogy megrendezték volna ezt a fesztivált, és az ibi téli ünnepségekről is csak 1636-ból származik az első feljegyzés, de azt nem lehet tudni, hogy ekkor maga az Els Enfarinats létezett-e már. Egyes források szerint csak a 19. század közepétől rendezik meg, és az 1950-es években meg is szűnt, végül 1981-ben helyi fiatalok egy csoportja döntött úgy, hogy újjáélesztik a hagyományt, és azóta minden évben megtartják.
A fesztiválra minden évben ezrek kíváncsiak, híre pedig a médiának köszönhetően az egész világra eljut.